# Мухаммад ибн Сурхай
Мухаммад сын Сурхая — правитель Гази-Кумуха, начавший освобождение территорий южного Дагестана и Ширвана от персидской оккупации.

## Правление
В 1743 году на престол Гъазигъумукского государства взошел Мухаммад-бек, сын Сурхай-хана I из  рода Шамхалов. К Мухаммад-хану из Турции прибыл Сам-Мирза II (Шихзаде-Султан, Сефи-Мирза II), «чудом спасшийся Сефевидский принц». Мухаммад-хан был союзником Турции на Восточном Кавказе.
В конце 1743 г. Мухаммад-хан Гъазигъумукский завладел Курахом, Дербентом и Шабраном, которые были под властью Персии. Абдал Гани-хан Устаджлу, полководец Надира который защищал крепость Шабрана, был убит. Мухаммад-хан двинулся дальше и занял город Ахсу, новую столицу Ширвана.

### Сыновья
У Мухаммад-хана было три жены: первая жена была дочь Хасбулат-шаухала, от которой было четверо сыновей; вторая жена дочь Тишсиз-Баммата (кум. Тищсиз (беззубый) Казанищенского от которой был один сын; третья жена азербайджанка Устаджлу (дочь Абдал Гани-хана Устаджлу) от которой был сын Сурхай, наследник Гъазигъумукского престола.
Из прочих сыновей Мухаммад-хана известным стал Шахмардан-бек, управлявшим Курахом. У Шахмардан-бека (ум. в 1789 г.) было пять сыновей: Тагир-бек, Омар-бек, Аслан-бек, Гасан Ага-бек и Фатали-бек. Впоследствии сыновья Шахмардан-бека управляли Курахом и Гъази-Гъумуком. Из них Аслан-бек стал правителем Гъази-Гъумука. Гарун-бек и Юсуф-бек, сыновья Тагир-бека, управляли Кюринским ханством. В 1856 году Юсуф-бек был произведен в чин генерал-майора. Хаджи-Яхья, также сын Тагир-бека, назначался царской администрацией правителем Аварии.